# 아메리칸 익스프레스

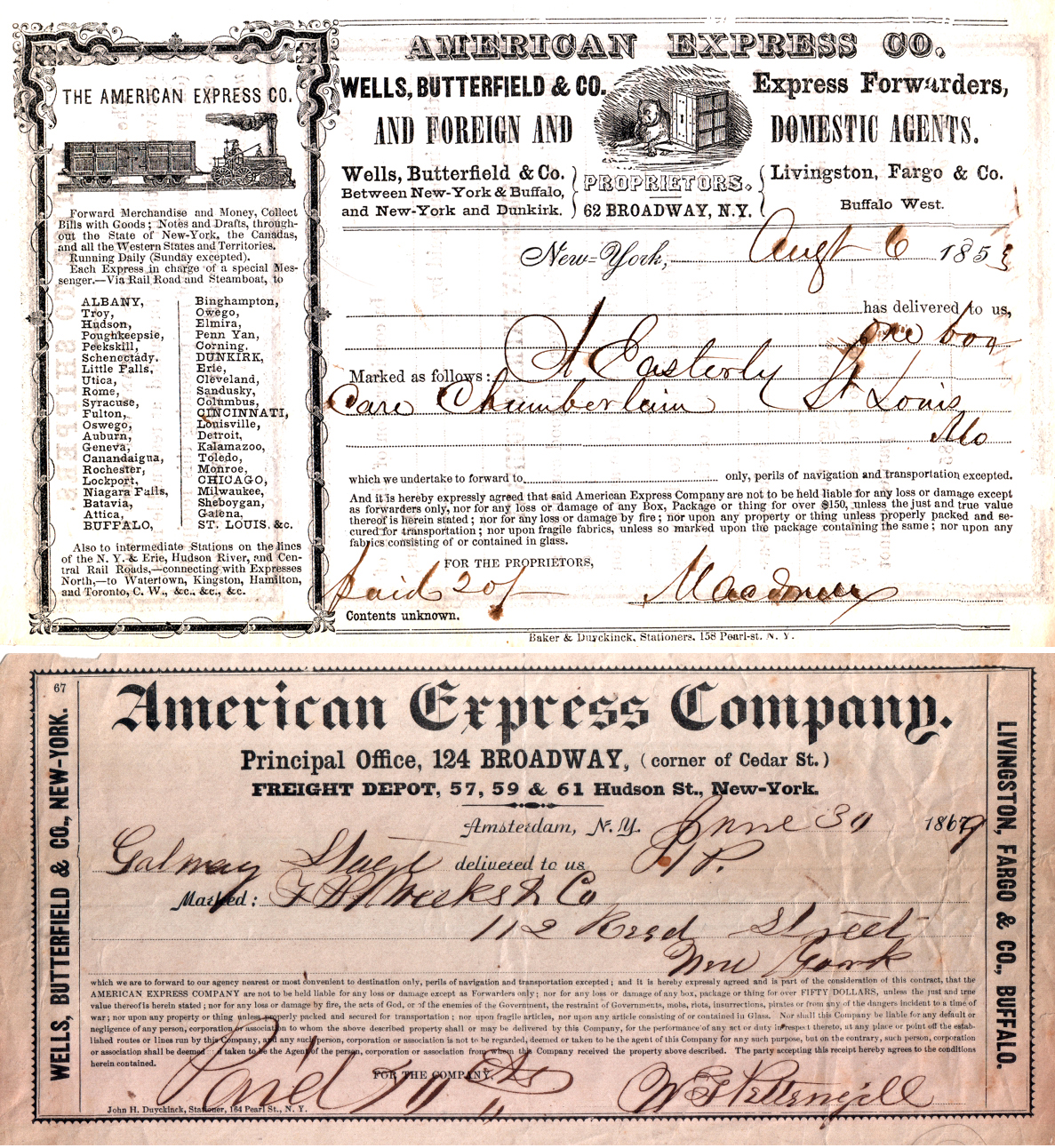
적하 수령증, 뉴욕에서 세인트루이스 (1853년 8월 6일)

아메리칸 익스프레스 컴퍼니(영어: American Express Company 어메리컨 엑스프레스 컴퍼니[*]), 약칭 아멕스("AmEx", "Amex")는 미국계 다국적 금융 서비스 기업이다.
미국 뉴욕에 본사를 두고 신용카드, 여행자 수표 등 금융업의 대부분을 다룬다.
아메리칸 엑스프레스는 《Travel + Leisure》, 《Food & Wine》, 《Departures Magazine》, 《Executive Travel》, 《Black Ink》의 잡지 출판업도 다루고 있다.
가맹점 수수료와 해외신판 수수료는 1.4%를 받는다.
이는 비자카드(대한민국 기준 1.1%)와 마스터카드(대한민국 기준 1%)보다 더 높다.
가맹점 수수료율이 높은 브랜드인 데다가 다이너스 클럽과 더불어 별도의 비용을 내고 가맹해야 하기 때문에, 가맹점 수가 상대적으로 적다.
카드 뒷면에 찍혀 나오는 3자리 CVC하고는 별개로, 카드 앞면에는 4자리 인식 번호가 있다.
현재 여행자 수표를 독점 발행하고 있는 금융회사다. 다만 현재는 신용카드나 모바일 결제 등 국제 결제전산망의 발달 등으로 여행자 수표의 수요가 감소하여, 일부 국가들에서 단계적으로 여행자 수표의 판매를 줄이거나 대한민국처럼 폐지하는 경우가 더러 있다.

## 역사
최초 설립 당시에는 화물 운송업을 주 업무로 하였으나 1882년 Money Order 사업, 1891년 여행자 수표 사업, 1958년 신용카드 사업에 뛰어들면서 금융업으로 전환되었다.
은행업도 영위하였으나, 2007년 10월 미국 내 은행 업무를 영국 스탠다드차타드 은행에 넘겼다.
1981년 Shearson 증권을 인수하여 투자은행업에 진출하고, 1984년 리먼 브라더스하고 허튼증권을 인수하여 투자은행업에 본격적으로 진출하였다.
그러나, 1993년 사업구조조정으로 소비자증권거래하고 자산관리는 스미스바니증권에 매각하고, 나머지 투자은행 부문은 리먼 브라더스로 분사했으나 2008년 세계 금융위기의 후폭풍으로 파산했다.
전 세계 코스트코 매장에서 사용이 가능한 유일한 신용카드사였으나, 미국하고 캐나다에서는 코스트코측하고 재계약이 결렬됐다.
캐나다 코스트코 매장에서는 2015년에 아멕스하고 재계약을 하지 않고 마스터카드하고 계약을 했다.
코스트코의 본진인 미국에서도 아멕스하고 재계약 협상이 결렬되었으며, 코스트코 미국 본사는 2016년 4월부터 씨티은행 및 비자카드하고 새로 계약했다.
코스트코의 대한민국 매장에서는 여전히 외국 발행 아멕스의 이용이 가능했으나, 현재는 외국 발행 비자카드만 가능하다.

## 대한민국지사
1977년 5월 25일에 아멕스은행이 서울지점을 열어 대한민국에 진출했고, 신용카드 부문은 1984년에 대한민국에 들어왔다.
본래는 다른 신용카드사들과 계약하지 않고 아멕스 대한민국 지사가 직접 신용카드 영업을 총괄했지만, 1995년 동양그룹이 아메리칸 익스프레스 카드의 대한민국 내 영업권을 양수하였다.
2000년 동양카드가 롯데그룹에 매각되어 롯데카드가 되고, 2005년 이후 개인카드 영업권이 삼성카드, 신한카드, 하나카드로 분산되어 현재에 이른다.
JCB처럼 대부분 신용카드로 발행하며, 다이너스 클럽처럼 체크카드는 사실상 없다고 보아도 된다.
하나카드에서 나오는 글로벌 페이 체크카드는 USD로만 결제되며, 하나은행의 글로벌 페이 원화/달러화 통장에만 연계되기 때문에 원화를 글로벌 페이 통장으로 옮겨서 USD로 바꾼 후 이용해야 하는, 사실상의 외화 선불카드 성격이다.
이 카드는 USD로 결제해야 해외결제 수수료가 없으며, USD 외 통화로 결제하면 아멕스의 로열티를 추가로 부과한다.
2015년 12월 10일에는 비씨카드와 업무제휴 계약을 체결해 비씨카드도 아멕스를 발행하게 됐으며, 2017년부터 경남은행을 통해 처음으로 비씨 아멕스 신용카드를 발행했다. 다만 경남은행 외에는 비씨 아멕스 신용카드가 나오지 않고 있다.
VVIP 라인업인 센츄리온은 법인카드가 롯데카드를 통해 발행 중이다.
센츄리온 개인카드는 삼성카드에서 연회비 300만 원에 출시를 시도하였으나, 수익성에 의구심을 제기한 금융당국이 제동을 걸어 출시가 지연되었다.
아멕스는 대한민국에서도 여행자 수표를 독점 판매해 왔으나, 2020년 초부터 전 세계를 강타한 코로나19의 여파로 해외여행 수요가 급감하는 바람에 2020년 6월 30일을 마지막으로 여행자 수표의 취급을 중단한다고 대한민국의 금융기관에 통보했다. 이에 따라 대한민국에서는 더 이상 여행자 수표를 판매하지 않는다.
2021년에는 새로운 제휴사로 현대카드를 추가했다. 이후 현대카드는 삼성카드를 밀어내고 새로운 아멕스의 대한민국 파트너사가 됐다. 동시에 삼성카드는 2023년 들어서 아멕스 그린 등의 카드 신규 발급을 중단했다.
- 아메리칸 익스프레스 은행
  - AMEX은행 서울 지점은 AMEX가 은행 부문을 영국 스탠다드차타드 은행에 매각함에 따라 한국스탠다드차타드은행 관할이 되었다.
- 아메리칸 익스프레스 카드
  - KB국민카드
  - 삼성카드
  - 롯데카드
  - 신한카드 : S&(에스엔) 카드 - 국내 전용 연회비로, 해외에서 사용이 가능하다.
  - 하나카드(외화 선불카드가 있다.)
  - 비씨카드 : 2017년 6월부터 발행. 회원사 중에서는 경남은행만 발행 중이고, BC바로카드로는 2023년에 첫 출시했다.
  - 현대카드 : 2021년 6월부터 발행.

## 같이 보기
- 마스터카드
- 팔머 스타디움